# Jesús Cappellini
Jesús Orlando Cappellini (Argentina, 17 de noviembre de 1925-Buenos Aires, 7 de julio de 2011) fue un militar argentino, brigadier mayor de la Fuerza Aérea e impulsor del intento de golpe de Estado de 1975 contra el gobierno constitucional María Estela Martínez de Perón, tres meses antes del golpe del 24 de marzo.

## Carrera
Tras culminar con sus estudios de educación secundaria, el biografiado ingresó como cadete de la Escuela de Aviación Militar el 25 de febrero de 1944. El 15 de diciembre de 1947 egresó como alférez del escalafón aire, con orden de mérito 90 sobre un total de 164 cadetes egresados de la promoción 13° de la mencionada institución aeronáutica militar. Entre sus compañeros de promoción se destacan los alféreces Rubén Dante Di Bello, Orlando Ramón Agosti, Miguel Ángel Ossés y Omar Domingo Rubens Graffigna.
Con la jerarquía de Brigadier, Jesús Orlando Cappellini encabezó el Comando Cóndor Azul, un intento de golpe de Estado contra el Gobierno de María Estela Martínez de Perón que tuvo lugar el 18 de diciembre de 1975.

### Planificación del «Comando Cóndor Azul»
La planificación de la sublevación tuvo lugar luego de que Ítalo Argentino Luder se negara a sustituir a la presidenta que se encontraba con uso de licencia por enfermedad, tal como se lo habían sugerido los titulares del Ejército Argentino, la Fuerza Aérea Argentina y la Armada de la República Argentina; Jorge Rafael Videla, Héctor Luis Fautario y Emilio Eduardo Massera respectivamente. Esta noticia enfureció a Cappellini como a sus seguidores, que comenzaron a planear una sublevación.
María Estela Martínez de Perón volvió a ocupar su cargo el 16 de octubre de 1975. Un día después, el almirante Emilio Eduardo Massera y el teniente general Jorge Rafael Videla decidieron que para marzo de 1976 destituirían a la presidenta, sin embargo el Brigadier General Héctor Luis Fautario no apoyó bajo ningún punto de vista la idea de interrumpir nuevamente el orden constitucional.
En una reunión que tuvo lugar en Campo de Mayo entre Videla y Massera, además de Roberto Viola y Armando Lambruschini. Massera afirmó que había que sacar a Fautario del medio, y se le comunicó dicha determinación al entonces Brigadier Orlando Ramón Agosti. En definitiva, se estaban planeando dos golpes de Estado al mismo tiempo.

### Ejecución del alzamiento
El grupo liderado por el brigadier Jesús Orlando Cappellini se reunió el 17 de diciembre y decidieron iniciar el golpe el 18, cuando se anunciara quiénes serían los militares de la aeronáutica que pasarían a retiro, y uno de ellos era Cappellini.
A las siete y media de la mañana del 18 de diciembre los comodoros Edgardo Cáceres, Luis Estrella, Athos Gandolfi y Agustín de la Vega detuvieron al titular de la Fuerza Aérea, brigadier general Héctor Luis Fautario junto a los brigadieres Francisco Cabrera, Roberto Donato Bortot y Rubén Bonoris cuando se encontraban por realizar un viaje a Córdoba. Fautario fue encerrado en una habitación sin custodia en el Taller Regional de Quilmes y sus subordinados también detenidos fueron llevados a Morón.
Ante esta situación, el ministro de Defensa Tomás Vottero se reunió con Videla y Massera, quienes le propusieron nombrar a Agosti como Jefe de la Fuerza Aérea. Luego del encuentro, el ministro redactó el decreto de designación 3971, que nombraba a Orlando Ramón Agosti como titular de la Aeronáutica, y se fue a Olivos para que lo firmara la presidenta.
Fautario logró salir de su lugar de encierro y se dirigió a la Casa Rosada, donde pidió hablar con la presidenta, ante la negativa que recibió, le mandó a decir por medio del edecán aeronáutico que le darían un golpe de Estado en marzo de 1976.
La sublevación fue aplastada cuatro días después de su inicio cuando la VII Brigada Aérea fue bombardeada y luego de que los tres comandantes dieran su apoyo al gobierno.
Esta revuelta sacó del medio al brigadier general Héctor Fautario y al Subjefe del Comando de la Fuerza Aérea, brigadier Mayor José María Klix y al resto de los brigadieres mayores, quiened no adherían a ningún golpe de Estado. El titular del Ejército Jorge Videla dio un plazo de noventa días para restablecer el orden en el país.

### Papel en la dictadura del período 1976-1983
Durante el régimen cívico-militar autodenominado Proceso de Reorganización Nacional, continuó su carrera militar. El 15 de diciembre de 1977, fue nombrado comandante de Personal. Luego, el 25 de enero de 1979, asumió como jefe del Comando de Operaciones Aéreas, cargo que ejerció hasta el 17 de diciembre de 1981, cuando pasó a retiro con la jerarquía de brigadier mayor.

## Después del retiro
Cappellini tuvo poca aparición mediática luego de su retiro. Pero entre sus pocas apariciones se destacan dos.
En 1985, prestó declaración en el Juicio a las Juntas Militares donde se le preguntó por su actividad durante la última dictadura militar en Argentina y también por el papel que tuvo el brigadier general (R) Omar Domingo Rubens Graffigna cuando este fue titular de la Fuerza Aérea Argentina (25 de enero de 1979 - 17 de diciembre de 1981).
Volvió a la luz pública en 2008 cuando comenzaron los procesos judiciales por delitos de lesa humanidad ocurridos en el I Cuerpo de Ejército. Cuando se estaba juzgando a Hipólito Rafael Mariani y César Miguel Comes, que habían estado a cargo de la VII Brigada Aérea, donde operaba clandestinamente el centro de detención Mansión Seré, al consultársele acerca de su presencia en ese juicio, el brigadier mayor Jesús Orlando Cappellini respondió: Vine a estar junto a dos camaradas y amigos.

## Deceso
El brigadier mayor Jesús Orlando Cappellini falleció el 7 de julio de 2011 en el Hospital Italiano de la ciudad de Buenos Aires.